# Таємниця рукописного Корану
«Таємниця рукописного Корану» — радянський художній фільм 1991 року режисера Рафаеля Гаспарянца, за однойменною повістю народного письменника Дагестану Ахмедхана Абу-Бакара.

## Сюжет
Дагестан. Події відбуваються в період Громадянської війни. В одному з аулів вмирає старий горець. Він заповідає синові рукописний Коран, доручаючи віддати його Ельдару, нащадкові правителів Мекки. На сторінках рукописної Священної книги зашифровані відомості про місцезнаходження захованих скарбів шейхів Дагестану. Бандит Мазгар, відрекомендувавшись двоюрідним братом Ельдара, вбиває горця й викрадає Коран. Але Мазгар неписьменний, і прочитати рукопис, а головне — замітки на його полях, не може — і вирушає до великого землевласника Ісмаїла, що є турецьким шпигуном. Ельдару — «вершникові в білому», потрібно повернути рукописний Коран з лап резидента турецької розвідки…

## У ролях
- Джейхун Кулієв — Ельдар
- Баганд Магомедов — Мазгар
- Тамілла Кулієва-Карантінакі — Муміна
- Барасбі Мулаєв — Ісмаїл
- Мустафа Ібрагімов — Ніка-Шапі
- Дагун Омаєв — Лівінд
- Муса Дудаєв — Саїд-бей
- Рупат Чараков — Мірза
- Ях'я Магомедов — Сапар
- Набі Ібрагімов — Абу-Суп'ян
- Інал Єналдієв — Мустафа
- Патімат Кагірова — Зейнаб
- Анвер Багіров — Анвер
- Скандерберг Тулпаров — Мурад
- Юсуп Мустапаєв — Ахмед
- Хан Баширов — син Абу-Суп'яна

## Знімальна група
- Режисер — Рафаель Гаспарянц
- Сценарист — Ахмедхан Абу-Бакар
- Оператор — Михайло Немисський
- Композитор — Мурад Кажлаєв
- Художник — Володимир Пархоменко